# Andropogon vetus
Andropogon vetus är en gräsart som beskrevs av Sohns. Andropogon vetus ingår i släktet Andropogon och familjen gräs.
Artens utbredningsområde är Venezuela. Inga underarter finns listade i Catalogue of Life.